# Dendrocygna
Dendrocygna – rodzaj ptaków z podrodziny drzewic (Dendrocygninae) w obrębie rodziny kaczkowatych (Anatidae).

## Rozmieszczenie geograficzne
Rodzaj obejmuje gatunki wodne, zamieszkujące głównie strefę międzyzwrotnikową całego świata.

## Morfologia
Długość ciała 38–58 cm, rozpiętość skrzydeł 75–90 cm; masa ciała 440–1400 g (samice są z reguły cięższe od samców). Brak różnicy w ubarwieniu między samcem a samicą. Obie płci ubarwione są kontrastowo.

## Ekologia
Jaja wysiadują oboje rodzice, oboje również zajmują się opieką nad pisklętami.

## Systematyka
Rodzaj zdefiniował w 1837 roku angielski zoolog William Swainson w publikacji własnego autorstwa poświęconej historii naturalnej i klasyfikacji ptaków. Gatunkiem typowym jest (późniejsze oznaczenie) drzewica wędrowna (D. arcuata).

### Etymologia
- Dendronessa: gr. δενδρον dendron ‘drzewo’; νησσα nēssa ‘kaczka’[13]. Gatunek typowy (późniejsze oznaczenie)[14]: Anas arcuata Horsfield, 1824.
- Dendrocygna (Dendrocygnus, Dendrocycna): gr. δενδρον dendron ‘drzewo’; rodzaj Cygnus Bechstein, 1803 (łabędź)[15].
- Leptotarsis: gr. λεπτος leptos ‘delikatny, smukły’; nowołac. tarsus ‘goleń, noga’, od gr. ταρσος tarsos ‘płaska stopa’[16]. Gatunek typowy (oznaczenie monotypowe): Leptotarsis eytoni Eyton, 1838.
- Ctenanas: gr. κτεις kteis, κτενος ktenos ‘grzebień’; łac. anas, anatis ‘kaczka’[17].
- Lamprocygna: gr. λαμπρος lampros ‘wspaniały’; łac. cygnus ‘łabędź’, od gr. κυκνος kuknos ‘łabędź’[18]. Gatunek typowy (oryginalne oznaczenie): Anas autumnalis Linnaeus, 1758.
- Nesocygna: gr. νησος nēsos ‘wyspa’ (tj. Jamajka); łac. cygnus ‘łabędź’, od gr. κυκνος kuknos ‘łabędź’[19]. Gatunek typowy (oryginalne oznaczenie): Anas arborea Linnaeus, 1758.
- Prosopocygna: gr. προσωπον prosōpon ‘oblicze’; łac. cygnus ‘łabędź’, od gr. κυκνος kuknos ‘łabędź’[20]. Gatunek typowy (oryginalne oznaczenie): Anas viduata Linnaeus, 1766.
- Stagonocygna: gr. σταγων stagōn, σταγονος stagonos ‘plamka’; łac. cygnus ‘łabędź’, od gr. κυκνος kuknos ‘łabędź’[21]. Gatunek typowy (oryginalne oznaczenie): Dendrocygna guttata Schlegel, 1866.

### Podział systematyczny
Do rodzaju należą następujące gatunki:
- Dendrocygna autumnalis (Linnaeus, 1758) – drzewica czarnobrzucha
- Dendrocygna arborea (Linnaeus, 1758) – drzewica karaibska
- Dendrocygna guttata Schlegel, 1866 – drzewica plamista
- Dendrocygna eytoni (Eyton, 1838) – drzewica australijska
- Dendrocygna viduata (Linnaeus, 1766) – drzewica białolica
- Dendrocygna bicolor (Vieillot, 1816) – drzewica dwubarwna
- Dendrocygna javanica (Horsfield, 1821) – drzewica indyjska
- Dendrocygna arcuata (Horsfield, 1824) – drzewica wędrowna